# Kojumeakî, Verhnii Rohaciîk
Kojumeakî (în ucraineană Кожум'яки) este un sat în comuna Ciîstopillea din raionul Verhnii Rohaciîk, regiunea Herson, Ucraina.

## Demografie
Componența lingvistică a localității Kojumeakî
     Ucraineană (91,87%)
     Rusă (8,13%)
Conform recensământului din 2001, majoritatea populației localității Kojumeakî era vorbitoare de ucraineană (91,87%), existând în minoritate și vorbitori de rusă (8,13%).